# Кургаева, Галина Дмитриевна
Галина Дмитриевна Кургаева (17 марта 1987, Ишимбай) — российская спортсменка конькобежка. Победительница (2007) и бронзовый призер () Кубка России на дистанции 3000 метров, бронзовый призер чемпионата России в командной гонке (2006) среди женщин в составе сборной Челябинской области. Член юниорской сборной команды России (2006—2007). Мастер спорта России (2004).
Воспитанница ДЮСШ № 1 г. Ишимбая, тренеры Кургаева, Людмила Владимировна, Кургаев, Дмитрий Юрьевич. Окончила Южно-Уральский государственный университет (2011). Выступала на соревнованиях за Ишимбай, Уфу, затем Челябинск. Проживает и работает в Челябинске. Тренер-преподаватель МБУ ДОД СДЮСШОР № 1 по конькобежному спорту г. Челябинска(с 2012 г.)